# Kseniya Symonova
Kseniya Symonova, em ucraninano Ксенія Симонова (Eupatória, 22 de abril de 1985) é uma artista performática ucraniana que cria animações com areia.
Foi a vencedora da versão ucraniana do Britain's Got Talent em 2009. Em sua apresentação vitoriosa, fez uma animação retratando a vida na União Soviética durante a Grande Guerra Patriótica contra o Terceiro Reich na Segunda Guerra Mundial.
Simonova ganhou ₴ 1.000.000,00 (cerca de R$ 200.000,00 ou 80.000,00 €) pelo primeiro lugar na competição. Um vídeo da apresentação no YouTube já recebeu mais de 17 milhões de acessos em janeiro de 2011.